# Gare de Saint-André-les-Alpes
Pour les articles homonymes, voir Gare de Saint-André.
La gare de Saint-André-les-Alpes est une gare ferroviaire française de la ligne à voie métrique de Nice à Digne, située sur le territoire de la commune de Saint-André-les-Alpes, dans le département des Alpes-de-Haute-Provence en région Provence-Alpes-Côte d'Azur.
C'est une gare des Chemins de fer de Provence, gérée par le Conseil régional de Provence-Alpes-Côte d'Azur et desservie par le « train des pignes ».

## Situation ferroviaire
Établie à 909 mètres d'altitude, la gare de Saint-André est située au point kilométrique (PK) 106,116 de la ligne de Nice à Digne, à écartement métrique, entre les gares de Thorame-Haute et de Moriez.

## Histoire
Le premier train arrive en gare le 15 mai 1892. À cette époque, la ligne de Nice à Digne est limitée de Nice gare du Sud à Puget-Théniers pour sa partie Est et de Digne à Saint-André pour sa partie Ouest. Il faut attendre le 6 août 1911 pour que cette ligne soit ouverte entièrement et que les trains puissent continuer après Saint-André (portion Saint-André à Annot).
En 2007, la région PACA prend le contrôle de la ligne exploitée par la compagnie ferroviaire du sud France (CFCF) - Chemins de fer de Provence.

## Service des voyageurs

### Accueil
Gare avec personnel, elle dispose d'un guichet et d'un hall chauffé. Il y a un abri de quai et de l'éclairage.

### Desserte
Saint-André est desservie par les trains des chemins de fer de Provence, dit aussi « train des Pignes », sur la ligne de Nice à Digne. La desserte est de quatre aller-retour par jour.

Installations de la gare
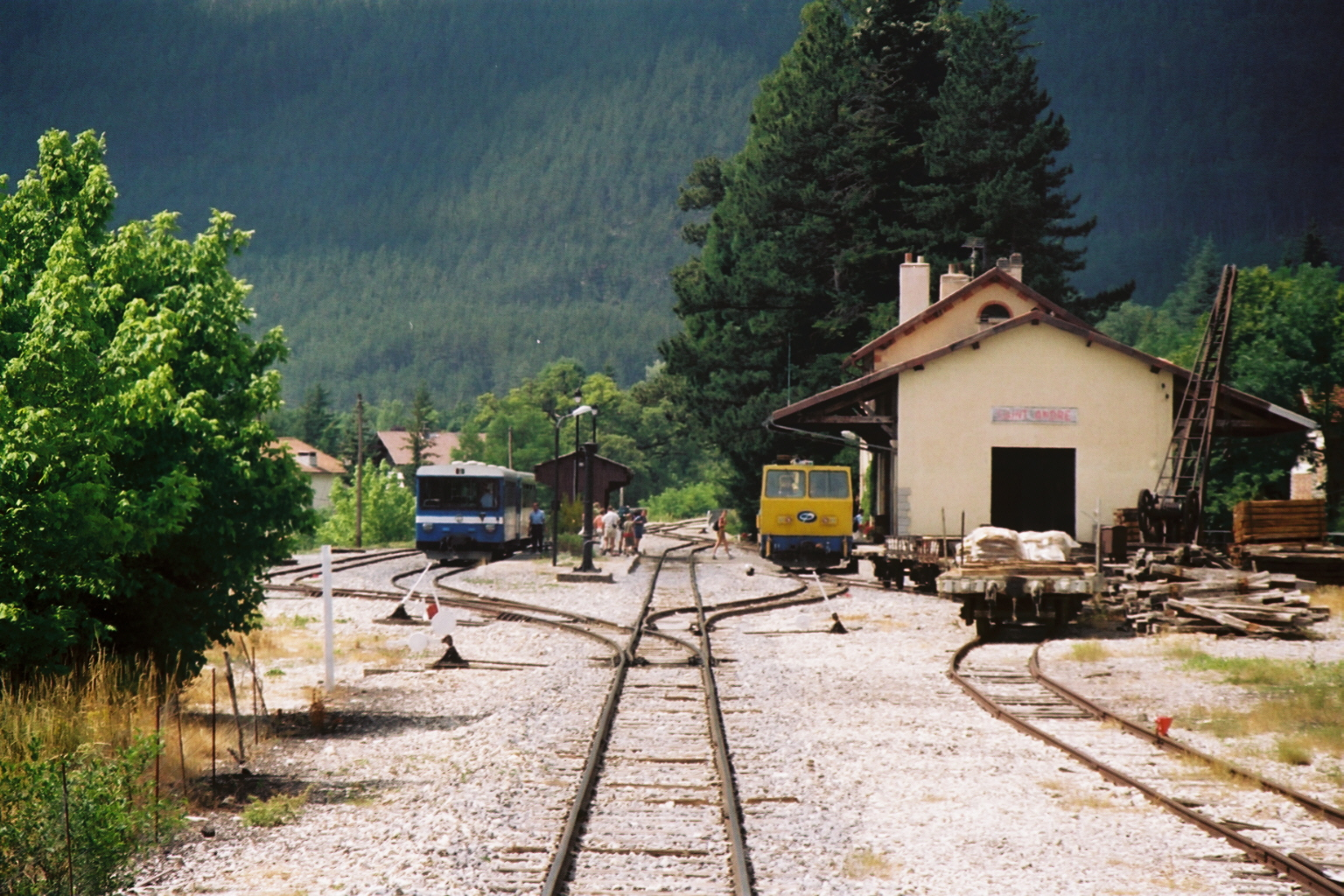
Les voies
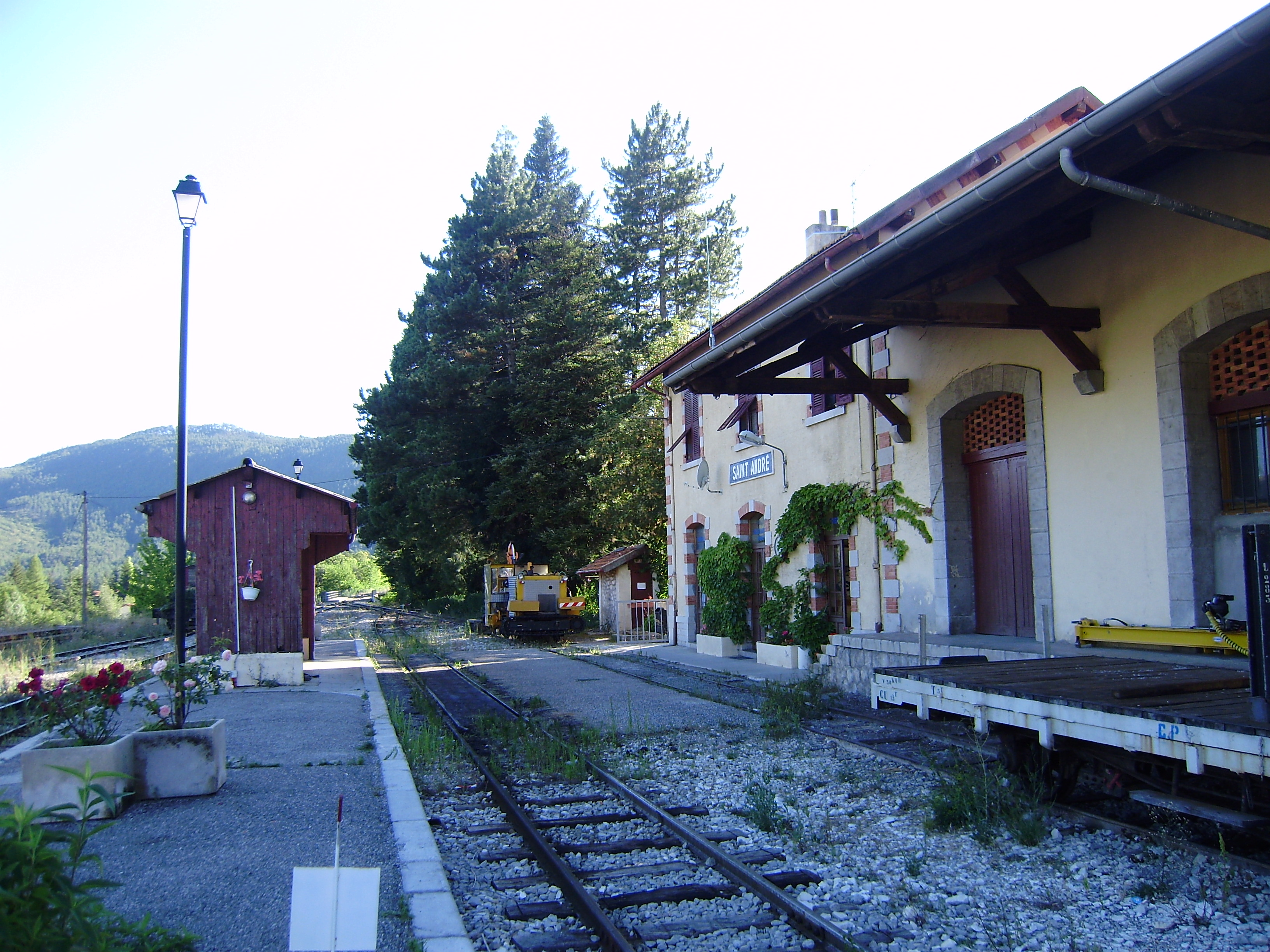
La gare vers Digne
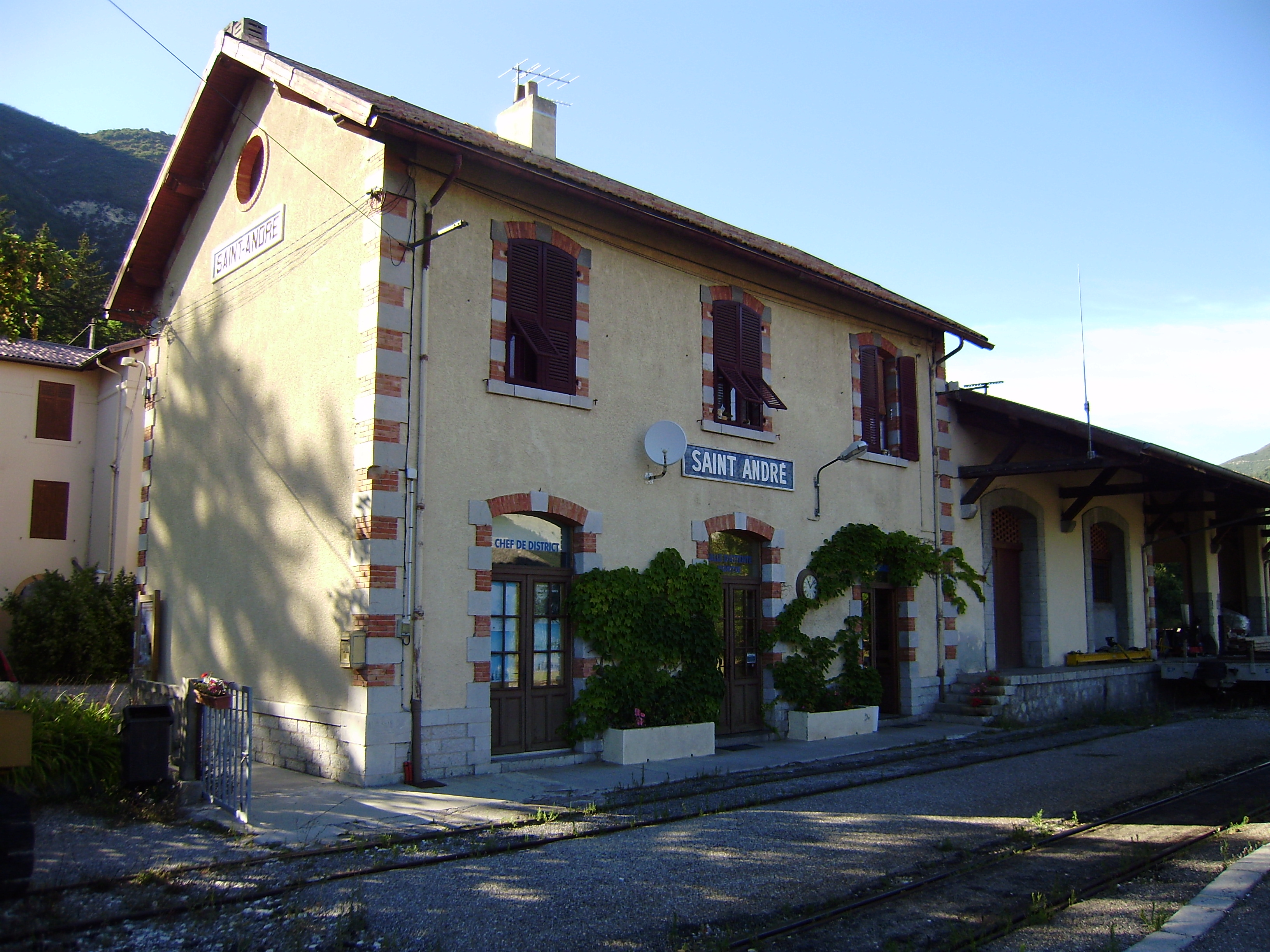
La gare vers Nice

### Intermodalité
Elle est située à proximité du centre de la commune et dispose de quarante places de parking.